# Unanimo
 (février 2022).
 (février 2022).
Si vous disposez d'ouvrages ou d'articles de référence ou si vous connaissez des sites web de qualité traitant du thème abordé ici, merci de compléter l'article en donnant les références utiles à sa vérifiabilité et en les liant à la section « Notes et références ».
Unanimo est un jeu de société édité par Cocktailgames en 2003. Il s'agit d'une réédition entièrement révisée du jeu Flash créé par Theo et Ora Coster et édité par la société Ravensburger en 1991.
On[Qui ?] peut jouer à un nombre quelconque de participants, à partir de 3 ou 4 joueurs. Par son principe, le jeu peut rassembler les joueurs de tous âges, chevronnés ou totalement débutants.
À l'inverse du jeu du bac où il faut trouver des mots originaux, pour gagner à Unanimo, il faut éviter l'originalité et trouver les mots les plus courants, les plus unanimes.

## Règle du jeu
Une carte est posée au centre de la table. Elle comporte une illustration et un mot ou une expression. Tous les joueurs doivent alors secrètement écrire 8 mots ou expressions relatives à cette carte, en essayant de trouver les réponses qui seront les plus fréquentes parmi tous les joueurs.
Lorsque tous les joueurs ont écrit leurs huit réponses, on passe au décompte. Il est peu utile d'utiliser un sablier car une réponse longue à trouver ne rapporte généralement que peu de points. Les réponses les plus évidentes sont généralement les meilleures.
Le décompte est effectué comme suit :
- chaque réponse rapporte à ses auteurs autant de points que de joueurs l'ayant inscrite ;
- lorsqu'un joueur est seul à avoir écrit une réponse, il ne marque pas de point pour celle-ci ;
- selon le nombre de joueurs, on attribue un bonus si le total des huit réponses d'un joueur dépasse un certain seuil.

On joue généralement en 3, 6 ou 9 manches.

### Matériel
- une boîte métallique de rangement
- 110 cartes
- un bloc de feuilles
- des crayons